# Atlantis: The Antediluvian World

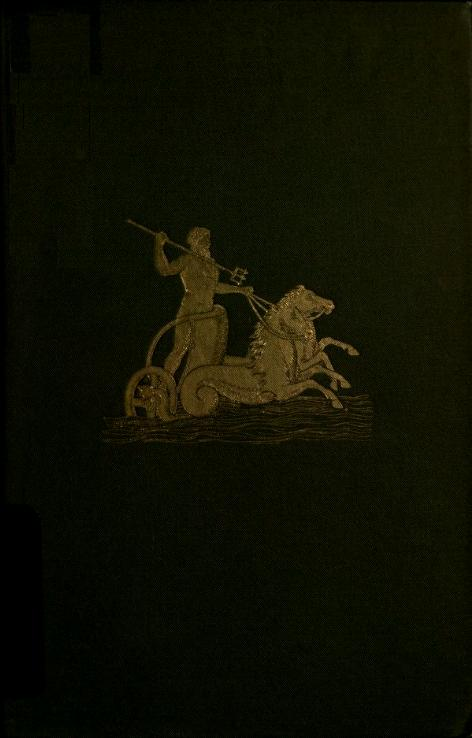
Boekband van Atlantis: The Antediluvian World met de zeegod Poseidon

Atlantis: The Antediluvian World (Atlantis: de antediluviaanse wereld, of Atlantis: de wereld van vóór de vloed) is een pseudo-archeologisch boek over het verzonken continent Atlantis, gepubliceerd in 1882 door de Amerikaanse advocaat, politicus en schrijver Ignatius Donnelly (1831-1901). Daarin citeerde hij onder meer onderzoek naar de oude Maya beschaving door Charles Étienne Brasseur de Bourbourg en Augustus Le Plongeon en publicaties van François Lenormant. Hij dacht dat Atlantis het thuisland was van het Arische ras, waarvan Ieren afstammelingen waren.
Donnelly's Atlantis vormde de inspiratie voor het werk van Helena Blavatsky, Rudolf Steiner en James Churchward.

## Bewijzen
Donnelly baseerde zich op:
- Plato's Atlantis. Donnelly creëerde aan de hand hiervan een 'visie van een gouden verleden' en wees er op dat 'macht corrumpeert'. Er is nog geen zekerheid waarom Plato over Atlantis schreef, welke bronnen hij gebruikt kan hebben en hoe zijn verhaal moet worden geïnterpreteerd.
- Catastrofale, continentale verzinking. Donnelly beschreef de Vloed volgens de bijbel, de Chaldeeërs, 'andere naties' en volgens Amerikaanse legenden. Het idee, dat er zich grote cataclysmen hadden voorgedaan in de geschiedenis van de aarde, werd in zijn tijd gehuldigd. Donnelly schreef over de ontdekking van zeebodem-geografie door de Challenger oceanografische expeditie. De zeebodem bleek niet vlak, maar vol onverklaarde, lange, onderzeese landbruggen en rotsen. Veel conventionele geologie en zoölogie was in zijn tijd gebaseerd op supercontinenten en verzonken landbruggen. Donnelly citeerde Lyell en Darwin in verband met het hypothetische continent Lemuria.
- Atlantische kolonies in de Nieuwe Wereld en antropologie. Donnelly schreef over 'Centraal-Amerikaanse en Mexicaanse kolonies', een 'Egyptische kolonie', 'kolonies van de Mississippi Vallei', 'Iberische kolonies', de 'Peruaanse kolonie', 'Afrikaanse kolonies', 'Ierse kolonies' en 'Arische kolonies'. In zijn tijd was er praktisch niets bekend over precolumbiaanse culturen in de Verenigde Staten. Alles, etnografisch onderzoek, studie van de Maya hiërogliefen en opgravingen, kwam pas na Donnelly's tijd goed op gang.
- Taalkundig materiaal. In zijn tijd was het een algemeen aanvaarde methode om middels tabellen linguïstische relaties aan te tonen van woorden die op elkaar leken.

## Vijf delen
Het boek bestaat uit vijf delen:
- 'De geschiedenis van Atlantis'.
- 'De verwoesting van Atlantis beschreven in de Vloedlegenden'.
- 'De beschaving van de Oude en Nieuwe Wereld vergeleken'.
- 'De mythologie van de Oude Wereld een herinnering aan Atlantis'.
- 'De kolonies van Atlantis'.

### Plato's Atlantis
In zijn Dialogen schreef Plato, dat Critias als kind van zijn grootvader Critias het verhaal over Atlantis hoorde. Dropidas, de vader van Critias' grootvader, was verwant aan en hecht bevriend met Solon, een van de zeven wijzen, die tien jaar in Egypte had doorgebracht. Van de Egyptische priesters van Saïs leerde Solon het verhaal van Atlantis en het volk van Athene, dat de Atlantiërs versloeg. Athene was duizend jaar vóór Saïs door de godin Pallas Athene (de Egyptische godin Neith) gesticht en Saïs bestond in Solons tijd al 8000 jaar. Solon wilde het verhaal op rijm zetten, maar stierf voortijdig. Het manuscript werd door Critias bewaard. Plato's geschiedenis stopte ook abrupt en bleef onvoltooid. Het werd met nadruk niet als een legende, maar als een waarachtige geschiedenis voorgesteld.
Volgens de oude, Egyptische priester waren er veel vloeden geweest. 'Veel grote vloeden hebben plaats gevonden gedurende negenduizend jaar, want dat is het aantal jaren dat verstreken is sinds de tijd waar ik over spreek.' Maar de vloed, die Atlantis deed verzinken en tegelijkertijd de oude Atheense beschaving 'in een dag en een nacht' vernietigde, was wel de grootste. 'en daar was een eiland gelegen voor de zeestraat die jullie de Zuilen van Hercules noemen: het eiland was groter dan Libya en Asia samen, en was de weg naar andere eilanden, en van de eilanden had je kunnen oversteken naar het geheel van het tegenoverliggende continent dat de ware oceaan omsloot.' Het keizerrijk regeerde over het eiland Atlantis 'en verschillende andere [eilanden], als wel over delen van het continent; en, daarbij, onderwierpen ze delen van Libya binnen de Zuilen van Hercules zo ver als Egypte en Europa zo ver als Tyrrhenia [Italië].' Van het 'vergane lichaam' bleven slechts kleine eilanden als 'botten' over.
De hele wereld was onder de goden verdeeld en Poseidon had als lot Atlantis getrokken. Hij werd verliefd op en trouwde met Cleito, de dochter van Evenor en Leucippe, de 'aard-geboren oorspronkelijke mensen van dat land'. Ze kregen tien zonen in vijf paren: Atlas en Eumelos of Gadeirus, Ampheres en Evaemon, Mneseus en Autochthon, Elasippus en Mestor, Azaes en Diaprepes. Atlas heerste als koning over de andere negen prinsen. Ze kregen alle tien een eigen deel van het rijk toebedeeld en regeerden vanuit eigen (hoofd)steden. Het eiland mat 3000 bij 2000 stadia en strekte zich naar het zuiden uit en werd in het noorden door omringende bergen beschermd. Het land was rijk. Er werden mineralen en metalen gedolven. Orichalcum was op goud na het meest kostbaar. Er was een overvloed aan bossen en dieren. Er waren veel olifanten op het eiland. Er was fruit met een harde buitenkant, dat drank, (vrucht)vlees en zalf schonk. Donnelly dacht daarbij aan de kokosnoot. De hoofdstad was op een heuvel gebouwd en rondom door drie grachten omgeven met van buiten naar binnen een breedte van 3, 2 en 1 stadium. Voor de grachten stonden drie muren, van buiten naar binnen bedekt met koper, tin en orichalcum. De doorsnee van het centrum mat 5 stadia. Daar stond de ontoegankelijke tempel gewijd aan Cleito en Poseidon met een gouden omheining. Daarnaast stond Poseidons tempel, een stadium lang en een halve breed, de buitenkant met zilver bedekt. het plafond was van ivoor, versierd met goud, zilver en orichalcum. Het beeld van Poseidon stond er met zijn kruin tot het dak op een renwagen, getrokken door zes gevleugelde paarden, om hem heen honderd Nereïden op dolfijnen. In het centrum was een kolom van orichalcum met daarin geschreven de wetten van Poseidon. De koningen vergaderden er om de vijf en zes jaar en offerden er dan een samen gevangen stier. Ze schreven hun wetsbesluiten op gouden tabletten, die in de tempel werden bewaard. Om de tempel stonden de gouden beelden van de tien koningen en hun vrouwen. Er waren warm en koud waterbronnen. Er werd gebouwd met rood, wit en zwart gesteente. Er was een kanaal naar zee, 100 voet diep, 300 voet breed en 50 stadia lang. Er voeren triremen de havens in en uit. Er waren aquaducten. Er was buiten de stad een grote vlakte, doorsneden door kanalen en omgeven door een greppel van 100 voet diep, een stadium breed en 10.000 stadia lang. Het hoofd-'gouvernement' had een leger van 60.000 eenheden met 10.000 renwagens en 1.200 schepen tot zijn beschikking.
De Atlantiërs, eerst wijs en zachtaardig, ontaardden door onrechtmatige hebzucht en machtswellust. Toen ze volkeren binnen de Zuilen van Hercules tot slavernij wilden dwingen, wisten de Atheners hen te overwinnen. Maar Zeus had toen al besloten de gedegradeerde mensheid te straffen. De geschiedenis werd vergeten, omdat door verschillende rampen ongeletterden vaak de enige overlevenden waren. De beschaving moest dan weer vanaf het begin worden opgebouwd. Egypte bleef vaak gevrijwaard van rampen door de gunstige ligging aan de Nijl en priesters wisten zo in hun heilige tempelarchieven de geschiedenis van oude tijden te bewaren.

### Klassieke bronnen
Naast het verhaal van Plato, die vertelde dat de ondergang van Atlantis 9000 jaar vóór zijn tijd geschiedde ('te weten, 9600 jaar vóór het christelijke tijdperk'), haalde Donnelly de volgende klassieke auteurs aan:
- volgens Proclus (in Boeckhs commentaar op Plato) waren er eilanden in de buitenzee, voorbij de Zuilen van Hercules, en op een van de eilanden hadden de bewoners van hun voorouders de herinnering bewaard van Atlantis, een buitengewoon groot eiland, dat gedurende lange tijd regeerde over alle eilanden van de Atlantische Oceaan.
- volgens 'Aelianus (in zijn Varia Historia, boek iii, hoofdstuk xviii) vertelde Theopompus (400 v. Chr.) over een gesprek tussen Midas, koning van Phrygia, en Silenus, waarin Silenus vertelde over een groot continent voorbij de Atlantische Oceaan, 'groter dan Asia, Europa en Libya samen'. Daar woonden de Meropen in uitgebreide steden. Zij waren ervan overtuigd dat alleen hun land een continent was. Uit nieuwsgierigheid staken sommigen van hen de oceaan over en bezochten de Hyperboreërs.' In hun land was goud en zilver in zo'n overvloed aanwezig, dat ze er niet meer waarde hadden dan ijzer bij ons.[2]
- volgens de Romeinse historicus Timagenes (1e eeuw v. Chr.) bewaarden de Galliërs een traditie, volgens welke Gallië uit drie verschillende bevolkingsgroepen bestond: de inheemse, de invallers uit een afgelegen eiland (Atlantis, volgens Alexander Winchell in Preadamites) en de Arische Galliërs.
- volgens Marcellus (in een werk over de Ethiopiërs) waren er zeven eilanden in de Atlantische Oceaan (volgens Donnelly waarschijnlijk de Canarische eilanden), waarvan de bewoners de herinnering bewaarden aan een veel groter eiland (Atlantis), dat gedurende lange tijd over de kleinere regeerde. (Didot Müller, Fragmenta Historicorum Graecorum, vol. iv)
- volgens Diodorus Siculus ontdekten de Phoeniciërs een groot, paradijselijk eiland in de Atlantische Oceaan, voorbij de Zuilen van Hercules, op een afstand van enige dagen zeilen van de Afrikaanse kust. De bewoners trokken zich in de zomer terug in prachtige plattelandshuizen.
- volgens Homerus, Plutarchus en andere schrijvers uit de oudheid, waren er eilanden in de Atlantische Oceaan, verschillende duizenden stadia verwijderd van de Zuilen van Hercules.
- volgens Herodotus vertelden de Egyptenaren hem, dat Hercules een van hun oudste goden was en dat hij er een van de twaalf was die van de acht goden kwamen, 17.000 jaar voor de regering van Amasis (570-526 v. Chr.)

### Vloedlegenden

#### In de Hebreeuwse Bijbel
Donnelly citeerde de Hebreeuwse Bijbel, Genesis: 6-8. 'Er waren in die dagen reuzen op aarde; en ook daarna, toen de zonen van God zich verenigden met de dochters van de mensen en zij hun kinderen baarden, werden zij machtige mensen van de oudheid, mensen van roem.' Maar toen de mensheid slecht werd, wilde God al het leven op aarde vernietigen, behalve Noach. Noach moest een houten ark bouwen, 300 cubit lang, 50 breed en 30 hoog, met drie verdiepingen en van binnen en buiten met teer bestreken. Van alle soorten dieren, bracht hij er twee, een mannetje en een vrouwtje, in de ark, maar van de 'reine dieren' en gevogelte zeven paren. En al het eetbare voedsel werd ingeslagen. Hij ging de ark binnen met zijn vrouw en zijn drie zonen, Sem, Cham en Jafet en hun drie vrouwen. De zondvloed kwam in Noachs 600e jaar, op de 17e dag van de 2e maand. Het regende 40 dagen en nachten. Het water steeg tot 15 cubit boven de hoge heuvels. De wateren bleven 150 dagen. Op de 17e dag van de 7e maand bleef de ark steken op de top van de berg Ararat. Tot de 10e maand trok het water zich terug. Na 40 dagen opende Noach het raam in de ark en liet een raaf vrij, die telkens terugkwam tot de aarde was gedroogd. Ook liet hij een duif vrij en na zeven dagen een tweede keer. De duif bracht een olijftakje mee en pas na zeven dagen, na de derde poging kwam de duif niet terug. In Noachs 601e jaar, op de eerste dag van de eerste maand was de aarde droog. Noach offerde toen op een brandaltaar reine dieren en gevogelte.
Volgens Donnelly was het vernietigde land, het centrum waar de beschaving vandaan kwam: Atlantis. De Tuin van Eden was volgens hem het paradijselijke Atlantis, zoals Plato het eiland had beschreven. Volgens wetenschappers uit zijn tijd ging het bijbel verhaal over mediterraanse rassen: Ariërs, Kushieten, Phoeniciërs, Hebreeërs en Egyptenaren. Het ging niet over 'echte neger rassen', Chinezen, Japanners, Finnen of Lappen, Australiërs of 'Amerikaanse rode mensen'. Het vernietigde land kon daarom niet Europa, Azië, Afrika, Amerika of Australië zijn, maar alleen Atlantis. De bijbelse Vloed was dus geen universele vloed. Volgens François Lenormant ging het bijbel verhaal slechts over het witte ras en stamden het gele, zwarte en rode ras niet van Noach af. Volgens Lenormant was de bijbelse Vloed een historisch feit, dat 'een indruk achterliet bij de voorouders van drie rassen - Arisch, of Indo-Europees, Semitisch of Syro-Arabisch, Chamitisch, of Cushitisch - (..) nog voor de voorouders (..) uit elkaar gingen, en het deel van Azië samen bewoonden.'
Volgens Donnelly vertegenwoordigden de drie zonen van Noach, Sem, Cham en Jafet, drie verschillende mensenrassen met verschillende huidskleuren: de zonen van Sem waren mogelijk het gele of Turaanse ras (Etrusken, Finnen, Tataren, Mongolen, Chinezen, Japanners, maar ook indianen); de zonen van Ham waren het rode ras van Egyptenaren, Phoeniciërs, Basken, Berbers, Kushieten, maar ook Hebreeën en Arabieren (nakomelingen van Ad de zoon van Cham); de zonen van Jafet waren het blankere ras met de zeven volgende takken: 1. Germaans of Teutonisch; 2. Slavo-Litouws; 3. Keltisch; 4. Italisch; 5. Grieks; 6. Iraans of Perzisch; 7. Sanskriet of Indiaas. Volgens Donnelly trokken de blanke rassen in verschillende tijden van Atlantis naar de noordelijke kusten van Europa. Atlantis zou het 'Arische thuisland' zijn geweest. Donnelly plaatste de Hebreeën (Israëlieten) bij de Chamieten, omdat zij dezelfde taal, tradities en 'raskenmerken' hadden als de Phoeniciërs en er in Genesis enige verwarring zou zijn over de Semieten. Volgens Winchell spraken de Chamitische en Semitische familie dezelfde taal en woonden ze samen. Daarom dacht Donnelly dat de Semieten een afdeling van de Chamitische familie was. De Turaniërs waren volgens Lenormant afstammelingen van Magog, de zoon van Jafet en geen Semieten, zoals Donnelly meende.

#### In Chaldea
Er bestaan twee versies van het Chaldese zondvloedverhaal: van Berossus' Babyloniaca en van het elfde tablet met het epos van Uruk, gevonden in Nineveh, dat George Smith als eerste wist te ontcijferen. Donnelly haalde Lenormant aan.
- Na de dood van Obartès Elbaratutu regeerde Xisuthros (Khasisatra) achttien sares (64.800 jaar). Tijdens zijn regering vond de Vloed plaats. Cronos (Ea) verscheen tijdens zijn slaap en kondigde de vloed aan op de 15e dag van de maand Daisios. Xisuthros moest de heilige geschriften verbergen in de 'Stad van de Zon' in Sippara en een schip bouwen om er binnen te gaan met familie, vrienden, dieren, vogels, viervoeters en provisie. Xisuthros bouwde een schip van vijf stadia lang en vijf stadia breed. Toen de vloed was gekomen, liet hij vogels los, maar ze kwamen terug. Pas na de derde keer kwamen ze niet meer terug. Het schip liep vast op een berg in Armenië. Xisuthros, zijn vrouw, dochter en de schipper, werden ten hemel opgenomen en de anderen gingen naar Babylon en haalden de geschriften in Sippara naar boven.
- Het epos van Uruk kwam van drie kopieën uit de tijd van de Assyrische koning Assurbanipal, de 8e eeuw v. Chr. Het origineel was volgens Lenormant waarschijnlijk ouder dan de 17e eeuw v. Chr. en was zelf een kopie van een nog ouder manuscript. Het verhaal ging als volgt: Izdhubar ging naar de onsterfelijke Khasisatra om van een ziekte te genezen en die vertelde zijn verhaal van de zondvloed.

Het volk van Shurippak vereerde de goden niet en daarom besloten de goden de mensen te vernietigen. Ea waarschuwde Khasisatra, de zoon van Ubaratutu, voor de aanstaande ramp en beval hem een schip te bouwen van 600 cubits lang en 60 cubits breed en hoog. Daarin moest Khasisatra zijn graan, meubels, provisie, bezittingen, jonge mensen, personeel, vee, en wilde beesten brengen. Khasisatra schonk 3600 maten asfalt over de buitenkant uit en drie keer zoveel over de binnenkant van het schip. Khasisatra gaf het schip over aan zijn schipper Buzur-shadi-rabi. Toen zei de zonnegod Shamash dat de regen zou beginnen. Na zeven dagen nam de regen af en liep het schip vast op de berg Nizir. Na zeven dagen liet Khasisatra een duif los, maar die kwam terug. Daarna keerde ook een zwaluw terug. Pas toen een raaf werd uitgezet, keerde die niet terug. Toen maakte Khasisatra een brandoffer op de top van de berg, maar hij verbood de god Bel te komen, want die had zichzelf niet weten te beheersen en de 'waterstraal' gemaakt. Bel was woedend, want niemand had de ramp mogen overleven. Ea legde hem uit, dat het besluit van de goden niet was doorverteld, maar dat Khasisatra zelf de droom had geïnterpreteerd. Daarop nam Bel Khasisatra en zijn vrouw op, om als goden te leven aan de 'mond' van de rivieren.
Volgens Donnelly was Ea (Hea), de god die de Chaldese 'Noach' waarschuwde, een vis-god, half mens-half vis, die uit de oceaan kwam en dezelfde als Chronos-Saturnus. Het Chaldese verhaal was volgens Donnelly duidelijk de oudere vorm van de bijbelse versie. Volgens hem noemden de Romeinen de Atlantische Oceaan Chronium Mare, de 'Zee van Chronos' en werden ook de 'Zuilen van Hercules' door hen de 'Zuilen van Chronos' genoemd. Het land van Khasisatra zou daarom Atlantis zijn en niet aan de Euphrates liggen, want 'bijna elk land had een specifieke berg waarop, volgens de tradities, de ark landde'.

#### In 'andere naties'
- In Syrië stichtte, volgens Lenormant, Deucalion Sisythes, in wiens tijd de Vloed zich voordeed, de tempel van Hierapolis of Bambyce. Deucalion ging met zijn kinderen en vrouwen in een grote 'kist', samen met 'varkens, paarden, leeuwen, slangen en alle andere landdieren'. De tempel van Hera (Atargatis) bouwde Deucalion na de vloed op de plek waar in een grote kloof het water van de vloed verdween.[8]
- Volgens de Grieken had Ogyges, de oudste (mythische) koning van Boeëtia of Attica, zijn naam te danken aan een vloed, die in het Sanskriet Angha werd genoemd. Ogygia wist in een schip met enige metgezellen te ontkomen.
- De Griekse Deucalion wist met zijn vrouw Pyrrha in een kist aan een negen dagen lange Vloed te ontkomen en zij strandden op de berg Parnassus. Zij bevolkten het land opnieuw door stenen achter zich te werpen, die mensen werden. In Athene werd de ceremonie Hydrophoria in ere gehouden om de gebeurtenis te herdenken. Bij de tempel van Zeus was, net als in Hierapolis in Syrië, een kloof in de grond, waar het water van de vloed in was verdwenen.[9] Erichthonus vestigde, volgens Boeckh, de Panathenaea ter herinnering aan de overwinning van de Atheners op de Atlantiërs.[10]
- In India was er de vloedlegende[11] in de Catapatha Brâhmana van de Rig Veda, vertaald door Max Müller, waarin een vis aan (Vaivasvata) Manu vroeg om hem te redden, zodat de vis Manu kon redden als een vloed een einde zou maken aan alle wezens. Manu hield de vis in een vaas, groef toen een bassin voor de vis en zette de groot geworden vis ten slotte uit in de oceaan. De vis adviseerde Manu een schip te bouwen en er in plaats te nemen. Manu maakte een kabel vast aan de hoorn van de vis en de vis leidde het schip naar de 'Berg van het Noorden', waar Manu zijn schip aan een boom kon vastmaken.

Volgens de versie, die Lenormant uit de Purana's optekende, werd niet Manu gered door de vis, maar Satyravata, de Koning van de Dâsta's (vissers), 'de man die rechtvaardigheid en waarheid liefheeft'. De heilige geschriften moesten veilig worden opgeborgen om ze tegen Hayagriva, een zee paard dat in de afgrond verbleef, te beschermen. Na zeven dagen kwam de vloed.
- Donnelly haalde Humboldt (Histoire de la Géographie du Nouveau Continent, vol. i) en Boeckh aan, die een scholia van Proclus citeerden: 'De historici die van de eilanden van de buitenzee spreken vertellen ons dat daar in hun tijd zeven eilanden waren, gewijd aan Proserpina en drie anderen van enorme omvang, waarvan het eerste gewijd was aan Pluto, het tweede aan Ammon en het derde aan Neptunus. De bewoners van het laatste hadden een herinnering (aan hen doorgegeven door hun voorouders) van het eiland van Atlantis, dat buitengewoon groot was en gedurende lange tijd regeerde over alle eilanden van de Atlantische Oceaan.'
- 'Ongeveer duizend jaar geleden' publiceerde Cosmos, een oude monnik, het boek Topographia Christiana met een kaart met ten westen van de wereld, die in zijn dagen bekend was, 'het land waar de mensen verbleven vóór de Vloed' en in het oosten het land, waar de mensheid was geschapen en het 'paradijs van gelukzaligheid'.[12]
- Tijdens de regering van de Chinese keizer Yao deed zich een grote overstroming voor, die beschouwd werd als de vloed van Noach. Volgens Sir William Jones (Asiatic Researches, vol.ii) geloofden de Chinezen dat ooit de hele aarde door water werd overdekt, juist vóór de verschijning van Fo-hi op de bergen van Chin. Deze wereldwijde vloed werd met de goddelijke persoon Nin-va in verband gebracht. Donnelly dacht daarbij aan Noach.[13]

#### In Amerika
- Donnelly citeerde Lenormant over de Mexicaanse 'Noach': Coxcox (fazant, door verschillende volkeren ook Teocipactli of Tezpi genoemd), die met zijn vrouw Xochiquetzal de vloed in een schip of op een vlot, met hun kinderen, dieren en graan, overleefde.[14] Schilderingen van 'de vloed van Coxcox' zijn bewaard door de Azteken, Mixteken, Zapoteken, Tlascalteken en Mechoacanesen. Tezcatlipoca beval de wateren zich terug te trekken en het schip landde op de berg Colhuacan.
- Lenormant wees ook op de Codex Vaticanus over de Vijf Zonnen of wereldtijdperken. Het vierde tijdperk was Atonatiuh (zon van water), dat eindigde met een grote vloed, veroorzaakt door Matlalcueye, godin van het water en haar echtgenoot Tlaloc, de regengod.
- Volgens Abbé Brasseur de Bourbourg stond in de Codex Chimalpopoca dat de vierde zon Nahui-atl (vier water) een einde aan alles maakte op de dag Nahuixochitl (vier bloem).[15] De god Titlacahuan (Tezcatlipoca) had Nata en zijn vrouw Nena gewaarschuwd om in de maand Tozontli in een uitgeholde cipres plaats te nemen als 'het water de hemel nadert'. De mensen veranderden in vissen en de overlevenden in chichime (honden).
- Volgens de Mexicaanse historicus Ixtlilxochitl vertelde de Tolteekse legende, opgetekend in zijn Relaciones, dat zelfs de hoogste bergen onder 15 caxtolmolatli (cubit) water verdwenen en zeven vrienden met hun echtgenoten in een toptlipetlocali (gesloten kist) overleefden.[16] Zij gingen door landen en zeeën, leefden in grotten en trokken honderd en vier jaar door verschillende delen van de wereld om vijfhonderd en twee jaar na de vloed in Hue Hue Tlapalan aan te komen. De Tolteken zouden uit Aztlan zijn vertrokken, net als de Azteken en Nahuatlaca's. De Azteken zouden volgens Donnelly hun naam zelfs aan Aztlan danken.
- Volgens de Chibcha's van Bogota bracht Chibchacum een vloed over de mensen en werd hij door de zonnegod Bochica, net als Atlas, gestraft door de aarde als een last op zijn rug te moeten dragen.[17]
- De K'iche'-Maya's vertelden in hun Popol Vuh dat na de vloed drie zonen over zee naar het oosten trokken, naar het land van hun vaderen, om van koning Nacxit de symbolen van het koningschap en het schrift van Tulan met hun geschiedenis te ontvangen.[18]

Hun vaderen kwamen uit het oosten naar Tulan. Er waren meerdere Tulans, volgens het door Donnelly aangehaalde Cakchiquel Manuscript: 'Vier personen [de vaderen] kwamen uit Tulan, uit de richting van de opkomende zon - dat is een Tulan. Er is een ander Tulan in Xibalbay, en een waar de zon ondergaat, en daar kwamen we aan; en in de richting van de ondergaande zon is een ander, waar de god is; zo zijn er vier Tulans; en daar waar de zon ondergaat kwamen we naar Tulan, van de andere kant van de zee, waar deze Tulan is; en daar werden we uit onze moeders en vaders geboren.' Volgens Donnelly emigreerden de Maya's van Tulan in het oosten naar Tulan in het westen, op het Amerikaanse continent.

### Mythologie
Donnelly koppelde een aantal verhalen, waarin 'ad' een rol speelt, aan Atlantis.
Volgens Donnelly kwamen de Adieten, Kushieten en Canaänieten uit Atlantis. Volgens de Arabieren waren de Adieten de eerste bewoners van hun land en stamden zij af van Ad, de kleinzoon van Ham. Ad kwam (echter) uit het noordoosten. Na de dood van Ad regeerden zijn zonen Shadid en Shedad (Shedd-Ad-Ben-Ad, Shed-Ad) over de Adieten. Volgens  Ancient History of the East (vol. ii) van Lenormant en Chevallier, veroverde Shedad heel Arabië en Irak en waren de migratie van de Canaänieten naar Syrië en de invasie van de 'Schaapherders' in Egypte volgens veel Arabische schrijvers toe te schrijven aan een expeditie van Shedad. De Adieten werden voorgesteld als gigantische mensen, met enorme kracht, die met gemak enorme steenblokken konden verzetten. Grote ruïnes werden door de Arabieren dan ook 'gebouwen van de Adieten' genoemd. De Adieten kwamen door een grote catastrofe, een orkaan, aan hun einde. Een tweede ras van Adieten had de ramp overleefd, hun rijk bestond duizend jaar en ze bouwden piramiden.
In India betekent Adim 'eerste' en waren Ad-ima en zijn vrouw Heva de eerste mensen. Ze kwamen, volgens  Bible in India, van een eiland (mogelijk Ceylon), trokken naar het vasteland en werden door een ramp van hun moederland gescheiden.
Volgens Donnelly waren de twaalf Aditya's van de hindoeïstische mythologie te vergelijken met de Arabische Adieten.
In het 'Chaldese verslag van de Schepping' stonden, volgens George Smith, de Ad-mi of Ad-ami (de Zalmat-qaqadi), het donkere ras dat viel, tegenover de Sarku, of lichte ras. De naam 'Adam' was er de naam van een ras en niet van een mens.
De Perzen noemden de eerste mens Ad-amah. Volgens Sir William Jones was Mashab-Ad de eerste monarch van Iran. Hij ontving van de Schepper het heilige boek Desatir. Hij en zijn vrouw overleefden de vorige cyclus en waren daarmee de voorouders van de tegenwoordige wereld.
De bevolking van Guatemala stamde af van grootmoeder At-tit. De Mexicanen noemden, volgens Valentini's Mexican Calendar Stone, hun zonnegod Tonatiuh als god van de Vloed: Atl-tona-ti-uh of At-onatiuh.
Volgens Donnelly waren de twaalf goden van de Griekse mythologie te herleiden tot de twaalf koningen van Atlantis. Poseidon was volgens Plato de eerste koning van Atlantis. Olympus, de hemel van de goden, zou voor Atlantis staan.
Volgens wetenschappers uit zijn tijd kon de hindoeïstische god Deva-Nahusha, de 'grootste weldoener van de mensheid', die 'naar alle delen van de wereld' beschaving bracht, worden vergeleken met de Grieks-Romeinse god Dionysos (Bacchus). Deva-Nahusha nam enige tijd als koning van Meru de regering over van Indra. Dionysos was de zoon van Zeus-Jupiter (de hindoeïstische Dyaus), die volgens Donnelly oorspronkelijk een koning van Atlantis was.

### Kolonies
Volgens Donnelly had Atlantis de volgende kolonies: een Centraal-Amerikaanse en Mexicaanse, Egyptische, Mississippi Vallei, Iberische, Peruaanse, Afrikaanse, Ierse en Arische kolonie.

#### Centraal Amerikaans en Mexicaans

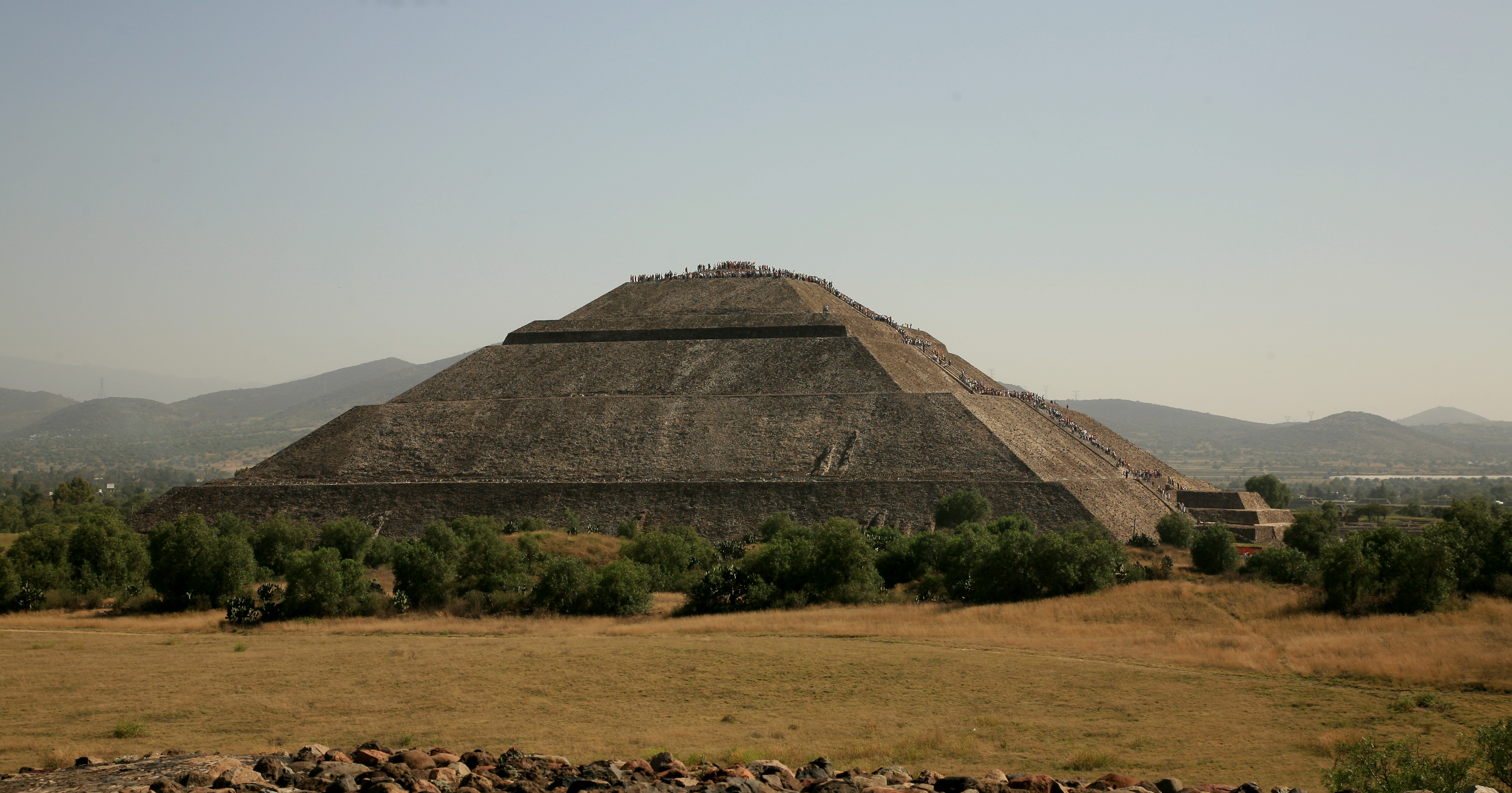
Pyramide van de Zon, Teotihuacan

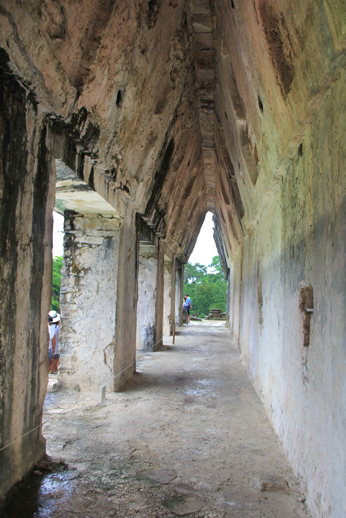
Het gebruik van het kraaggewelf in de paleisgangen van Palenque, Mexico

Volgens Donnelly leidde handel tussen Atlantis en Yucatan, Honduras en Mexico tot kolonisatie. Tradities van Centraal Amerika en Mexico wijzen naar een land in het oosten, voorbij de zee, als oorsprong van hun vroegste beschaving. Dit land, hen overgeleverd als Aztlan, was mooi en gelukkig. Volgens dr. Le Plongeon, die jaren in Yucatan onderzoek deed, was een derde van de Maya taal zuiver Grieks, wat zou duiden op een gedeelde oorsprong. Volgens Donnelly was het beschavingspeil van Centraal Amerika en Mexico hoger dan dat van Europa in de tijd van Columbus. Volgens Dêsirè Charnay (North American Review, January 1881) waren de Tolteken blank, groot en bebaard, kwam hij vaak indianen tegen met blauwe ogen en was hun vergoddelijkte cultuurheld Quetzalcoatl lang en had hij een groot hoofd en een zware baard. In Teotihuacan vond Charnay een gebouw, waarvan elke zijde 2000 voet lang was en vijftien piramiden, waarvan elk bijna zo groot was als de basis van de piramide van Cheops. Hij vond sterke overeenkomsten met het werk van de oude Europese rassen: metselwerk, cement, beeldhouwwerk, het gebruik van boogbouw, bakstenen, glaswerk, zelfs porselein, brons en bronzen munten. In de ruïnes van Tula meende Charnay fossielen te hebben gevonden van zwijnen, schapen, ossen en paarden. De Tolteken offerden fruit en bloemen, kenden landbouw, weefden katoen, teelden fruit, maakten veel gebruik van het kruissymbool, sneden kostbare stenen, zelfs met afbeeldingen van de olifant en leeuw, terwijl die in Amerika niet voorkomen. Doden werden gecremeerd en hun as in urnen bewaard, of begraven en velen werden net als de Egyptische mummies gebalsemd.
De religie van de Azteken in Mexico leek zóveel op die van de Oude Wereld 'dat de Spaanse priesters verklaarden dat de duivel hen een valse imitatie van het christendom had gegeven om hun zielen te vernietigen. "De duivel,", zeiden zij, "stal zoveel hij kon"' (Prescott). De Azteken hadden net als de Egyptenaren drie manieren van schrijven: beeldschrift, symbolisch en fonetisch schrift. Ze schreven op katoen, huiden die tot perkament waren behandeld, op een samenstelling van 'zijde en gom' en op een papiersoort, gemaakt van de aloe. Volgens Prescott berekenden de Azteken 'de ware lengte van het tropische jaar met een nauwkeurigheid, die onbekend was aan de grote filosofen van de Oudheid.'
Donnelly wees op de overeenkomst in de boogbouw (het kraaggewelf) tussen de architectuur van Centraal Amerika (Palenque) en de oudste gebouwen van Griekenland, waaronder de 'Schatkamer van Atreus' in Mycene en het Etruskische 'Regulini-Galassi' gewelf in het oude Caere (Cerveteri).

#### Peruaans

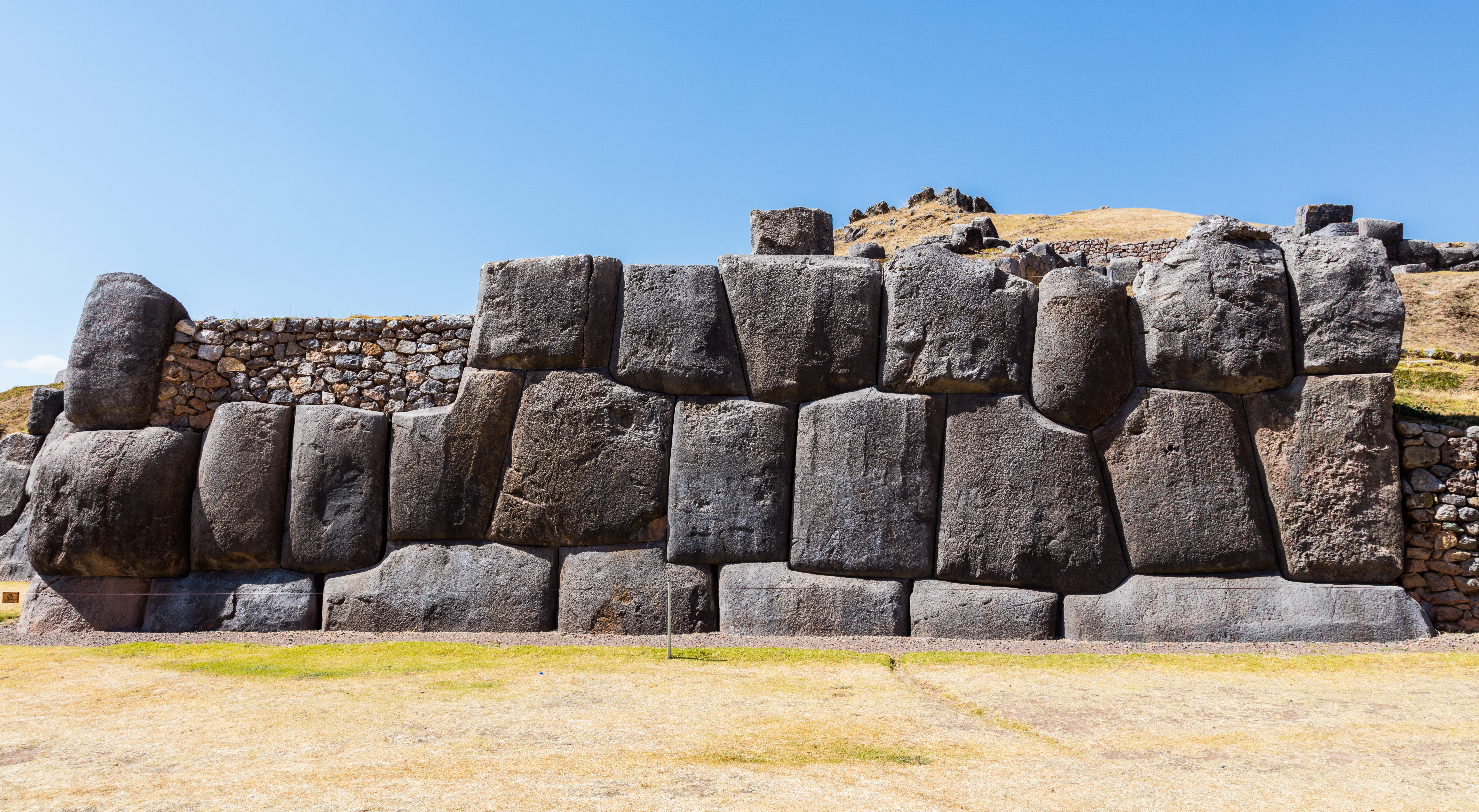
een deel van de muur van Sacsayhuamán, bij Cuzco

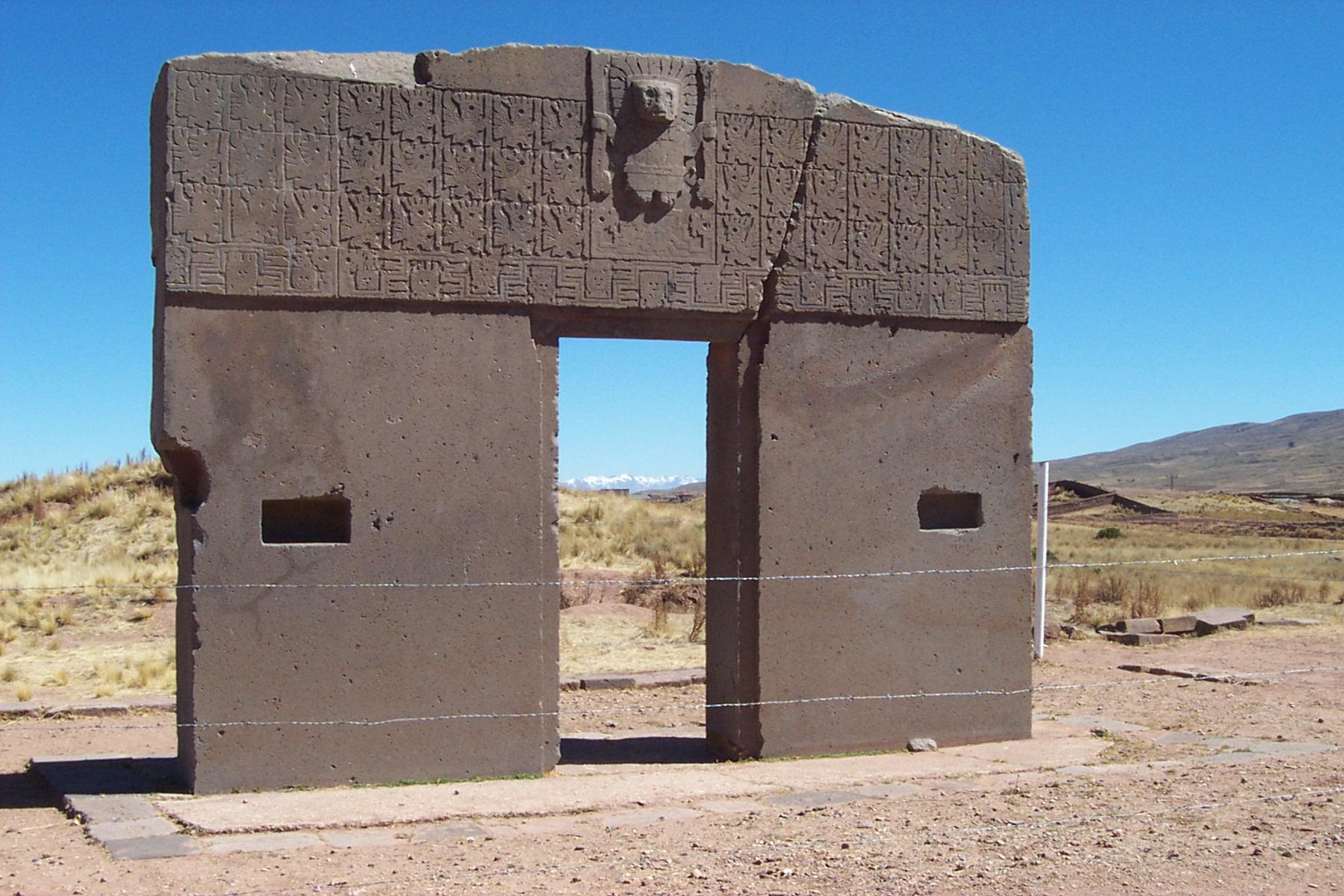
De 'Zonnepoort', Tiwanaku

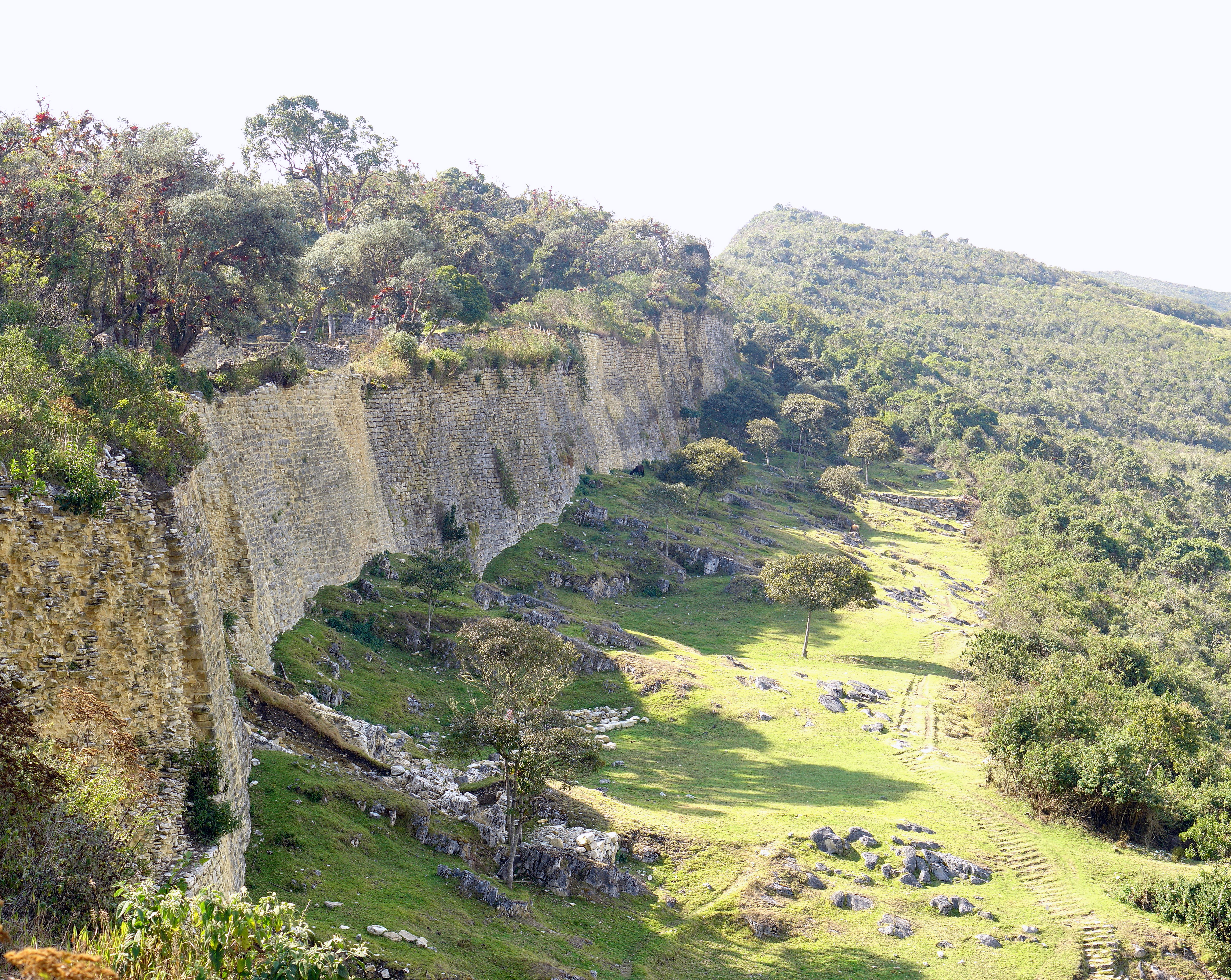
Stadsmuren van Kuélap

Uit diepzeepeilingen bleek er een Mid-oceanische rug te bestaan dichtbij de Zuid-Amerikaanse kust, boven de monding van de Amazone rivier. Volgens Donnelly trokken Atlantiërs via Brazilië en Bolivia naar Peru.
Volgens Montesino was Amerika, rond de tijd van de Vloed, binnengevallen door een volk met vier leiders: Ayar-manco-topa (Manco Cápac), Ayar-chaki, Ayar-aucca en Ayar-uyssu. Volgens Señor Vincente Lopez is ayar te vergelijken met het Sanskriet ajar (oorspronkelijke leider) en staan manco, chaki, aucca en uyussu voor vier kasten: gelovigen, zwervers, krijgers en landbouwers. Manco zou te vergelijken zijn met de Germaanse Mannus, Indiase Manu, de Santhal Maniko, Egyptische Menes en Kretenzische Minos, die allemaal stichters van beschavingen waren.
De Quechua's, het binnenvallende volk, waar de Inca's van zouden afstammen, zou een blank ras zijn met blauwe ogen en licht of bruin haar. Hun afstammelingen zijn tegenwoordig nog een volk met een 'olijfkleurige' huid.
De metgezellen van de Spaanse conquistador Pizarro vonden overal in Peru de bewijzen van een enorm oude beschaving. Tiahuanaco lag in ruïnes. Cieça de Leon vermeldde dat de stenen zo groot waren, zoals poortgebouwen uit een stuk ('sommigen 10 meter lang, 5 meter hoog en twee meter dik'), dat het onbegrijpelijk was hoe menselijke kracht hen ooit had kunnen plaatsen.
De restanten van Gran-Chimú, de hoofdstad van de door de Inca's overwonnen Chimú, besloegen niet minder dan 20 vierkante mijl. Er waren piramiden en een van de grote piramiden was de 'Zonnetempel', '812 voet lang bij 470 breed en 150 hoog'.
In Cuelap in Noord-Peru waren de ruïnes van een muur gevonden, 3600 voet lang, 560 breed en 150 hoog. Op deze solide massa stond nog een muur, 600 voet lang, 500 breed en 150 hoog, samen 300 voet (100 meter) hoog. Er waren kamers en cellen in, die als tomben werden gebruikt.
Bij Huamanga werden ruïnes gevonden van opmerkelijke gebouwen, die volgens de inheemse tradities waren gebouwd, vertelde Cieça de Leon, 'door bebaarde witte mannen, die daar lang voor de Inca's aankwamen en een vestiging stichtten.'
De Peruanen bouwden aquaducten, waarvan er een 450 mijl door sierra's en rivieren liep. Een van hun openbare wegen liep van Quito tot Chili. Volgens Humboldt: 'Deze weg was wonderlijk; geen van de Romeinse wegen die ik in Italië had gezien, in Zuid-Frankrijk, of in Spanje, kon in mijn ogen dit werk van de oude Peruanen overtreffen.' Deze wegen zouden volgens Donnelly in de tijd van de Inca's al duizenden jaren oud zijn. 'Toen Huayna Capac z'n leger over de hoofdweg liet marcheren om Quito aan te vallen, was het zo oud en vervallen "dat hij moeite had verder te komen," en hij gaf orders voor de noodzakelijke reconstructies.'
In de loop van 25 jaar na de verovering, stuurde de Spanjaarden van Peru naar Spanje 'meer dan achthonderd miljoen dollar aan goud, waarvan bijna alles als buit van de Peruanen was genomen.'
Donnelly somde 17 overeenkomsten op tussen de beschavingen van de Peruanen en van de 'oude Europeaanse rassen', waaronder de overeenkomsten in architectuur. Gebouwen van de Inca's leken op de Cyclopische muren, die in Italië en Griekenland aan de Pelasgen werden toegeschreven. Volgens Ferguson was het 'moeilijk de conclusie te weerstaan dat er mogelijk een verband tussen hen was.'
Aangezien de Atlantiërs volgens Donnelly in het westen een Peruaanse kolonie stichtten en in het oosten Ariërs van Atlantis naar de Mediterraanse en Kaspische kusten trokken, moesten zij ooit dezelfde taal hebben gesproken. Señor Vincente Lopez probeerde in zijn Les Races Aryennes in Pérou (1872) te bewijzen dat de taal Quechua van de Inca's een tak was van de Arische of Indo-Europese taal. En ook dr. Rudolf Falb dacht een verband te zien tussen Quechua en Aymara enerzijds en Arisch en Semitisch anderzijds.

#### Egyptisch

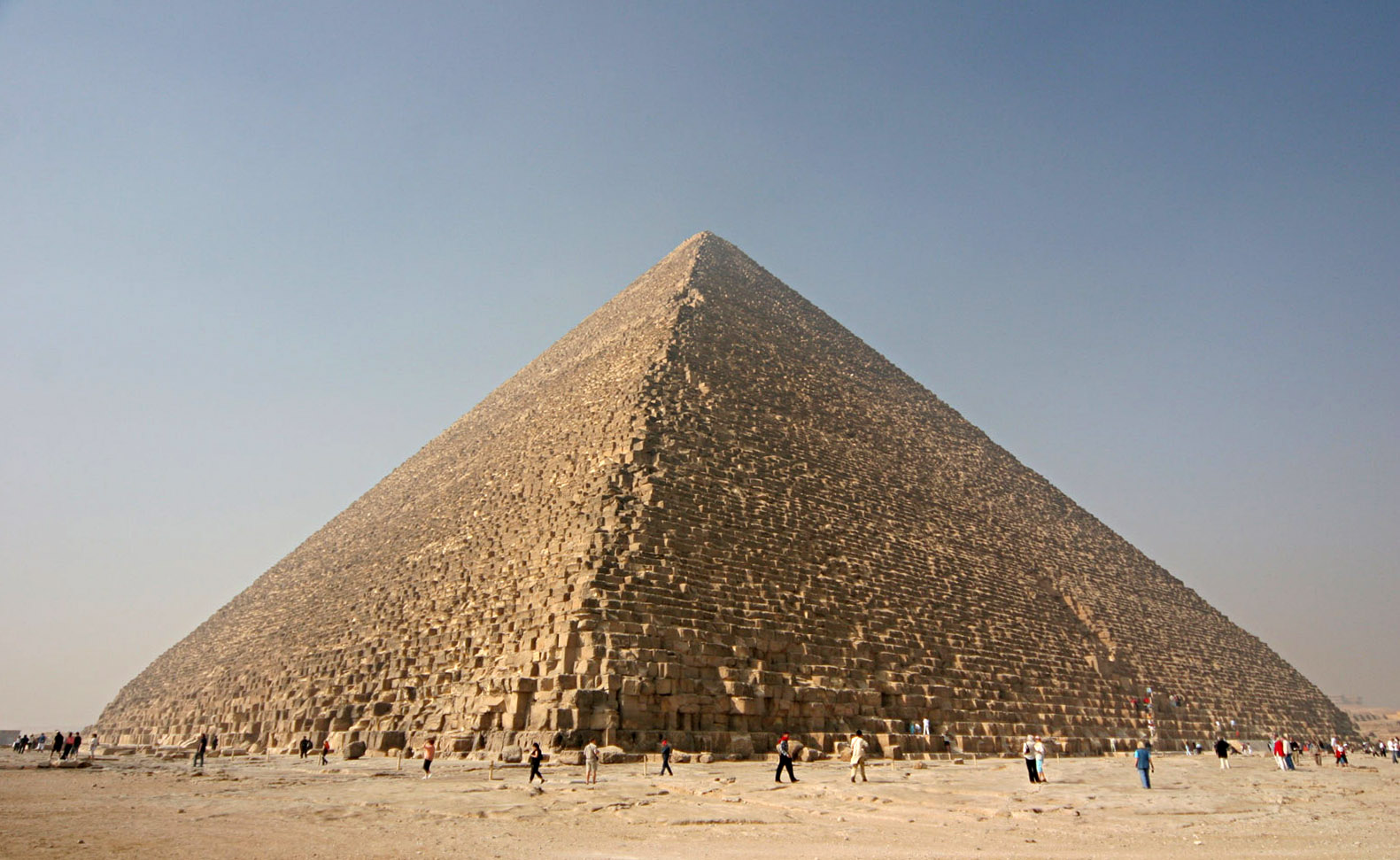
de Piramide van Cheops

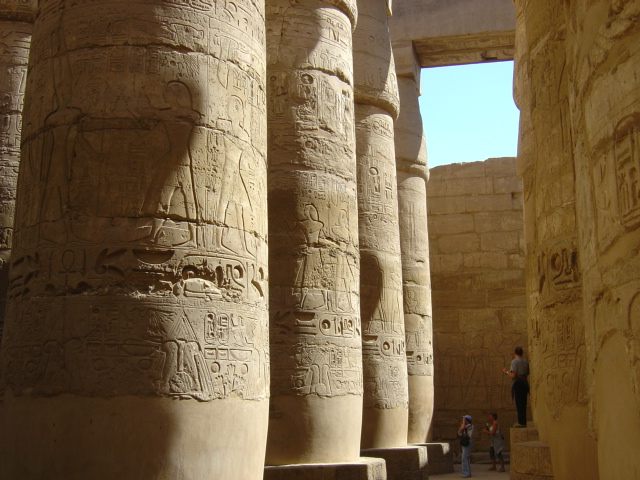
de zuilen- of hypostyle zaal, Tempel van Karnak

Donnelly gaf tien bewijzen dat Egypte een kolonie van Atlantis moet zijn geweest:
- de Egyptenaren zeiden van twaalf grote goden af te stammen, volgens Donnelly de twaalf goden van Atlantis: Poseidon, Cleito en hun tien zonen.
- de Egyptenaren en Phoeniciërs stamden volgens Donnelly beiden van de Atlantiërs af. Volgens de Phoenicische legenden was Misor, de stamvader van de Egyptenaren, de zoon van de Phoenicische goden Amynus en Magus. Misors zoon was Taaut (Thoth), de god van het schrift. Volgens de Phoenicische historicus Sanchuniathon bracht Chronos (een Atlantische koning volgens Donnelly) een bezoek aan Egypte in het Zuiden en gaf hij het land aan Taaut. Donnelly dacht dat Misor waarschijnlijk Mestor was, die Plato had genoemd als een van de tien zonen van Poseidon.
- de Egyptenaren waren volgens de Bijbel afstammelingen van Ham, een van de drie zonen van Noach, die de Vloed overleefden, te weten de ondergang van Atlantis.
- de Egyptische beschaving had veel overeenkomsten met die van Amerikaanse landen.
- de Egyptenaren noemden zichzelf 'rode mensen'.
- de Egyptenaren hadden een zonnecultus en aanbaden de zonnegod Ra, terwijl Rama de 'zon van de hindoes' was, de Tolteken Rana kenden, Raymi in Peru het grote zonnefestival heette en Rayman een god van Jemen was.
- zowel in Egypte als Amerika komen piramiden voor en hoge, op zichzelf staande zuilen.
- de Egyptenaren waren als enigen goed geïnformeerd over Atlantis en de Atlantiërs moeten hen zelf hun kennis hebben gebracht, aangezien Egypte geen zeevarende natie was.
- de Egyptenaren geloofden in een Onderwereld, 'het land van de doden', voorbij het water in het Westen, de Elysese velden, het Elysion van de Grieken, wat volgens Donnelly het verzonken, paradijselijke Atlantis was.
- de Egyptenaren ontwikkelden hun beschaving niet zelf, maar deze werd volgens Donnelly uit Atlantis overgebracht. De schrijfkunst stamt uit de oudste tijden en de Egyptische geschiedenis kent geen barbaars stadium, waaruit het zich verder ontwikkelde. Volgens Renan had Egypte geen 'archaïsche periode'. Rawlinson schreef in Origin of Nations: 'Nu, in Egypte, is het berucht dat er geen indicatie is van enige periode van ruwheid of barbarij. Alle autoriteiten zijn het er over eens dat, hoever we ook terug gaan, we in Egypte geen ruwe of onbeschaafde tijd vinden, waaruit de beschaving zich ontwikkelde. Menes, de eerste koning, verlegt de loop van de Nijl, maakt een reservoir en bouwt tempels voor Phthah in Memphis.' De cultuur was van aanvang af groots. De grootste piramiden werden door de eerste dynastieën gebouwd. De loop van de Nijl werd verlegd om de stad Memphis te bouwen. Het kunstmatige meer van Moeris werd aangelegd als waterreservoir, 450 mijl in omtrek, 350 voet diep. Het Labyrinth en de Tempel van Karnak zijn bewijzen van uitmuntende bouwkunst. De Egyptenaren waren de eerste wiskundigen van de Oude Wereld en de Grieken waren eenvoudig hun leerlingen. Ze waren de eerste astronomen, landbouwers, musici en chemici (chemie komt van chemi en betekent Egypte).

Volgens een brief van Jomard in Delafields Antiquities of America leken de berekeningen van het zonnejaar van de Mexicanen en Egyptenaren zó op elkaar (365 dagen en een kwart), dat de Mexicanen hun kennis moeten hebben geleend van de Egyptenaren 'of dat zij een gemeenschappelijke oorsprong hadden.'

#### Mississippi Vallei

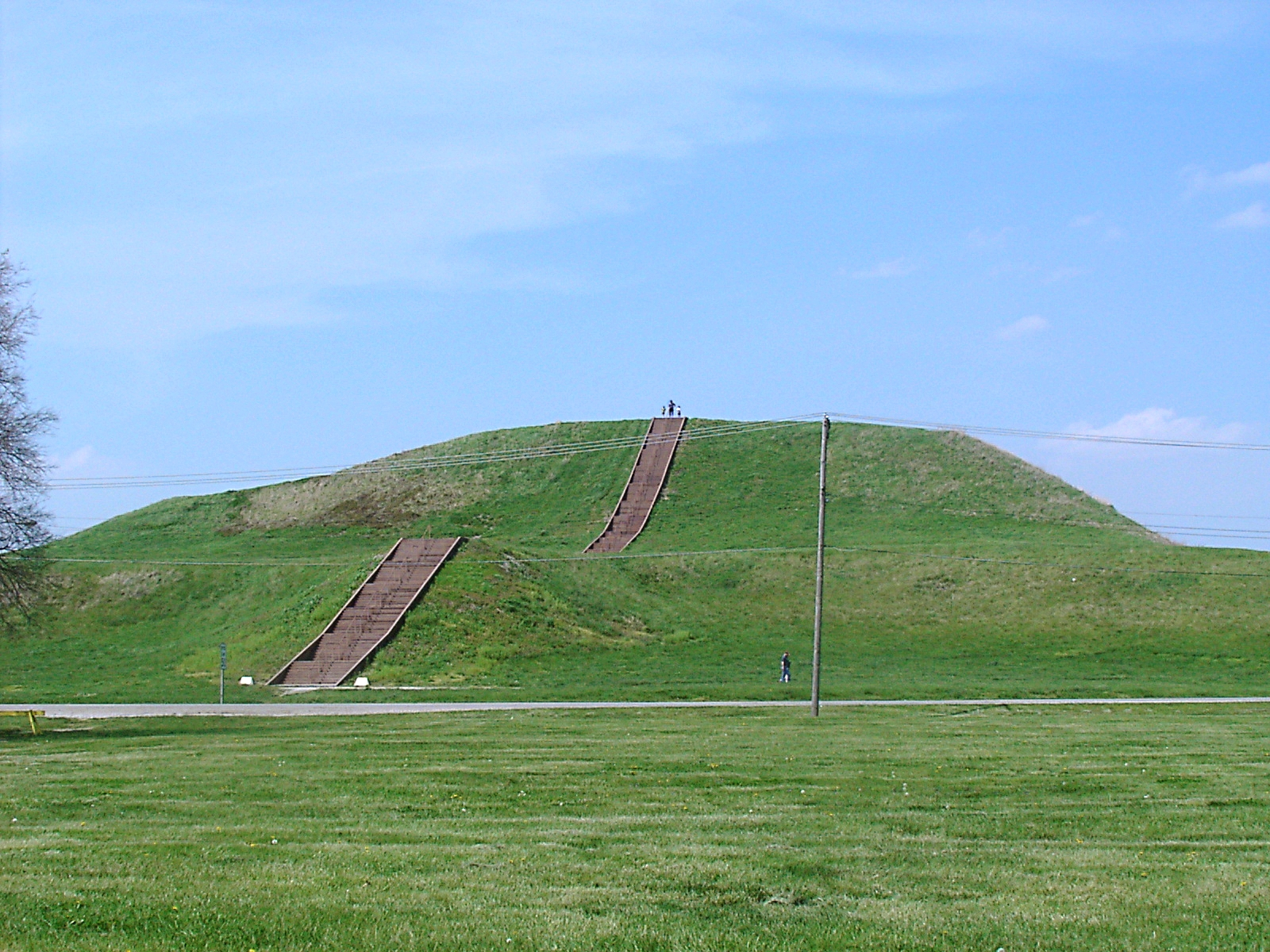
Monks Mound, ca. 960 - 1100, Cahokia Mounds Unesco World Heritage Site, Collinsville, Illinois

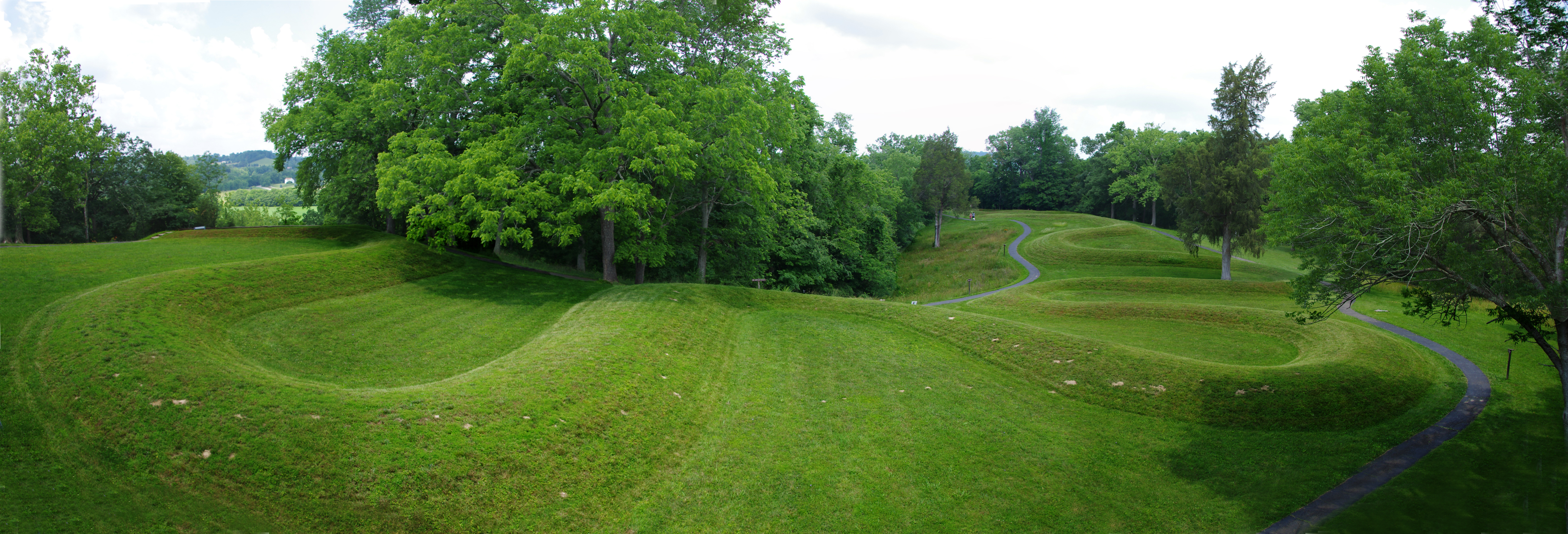
Serpent Mound, Ohio

De zogenaamde kolonie van de Mississippi Vallei betreft de 'Mound Builders' van de Verenigde Staten, die van Atlantis, via de Golf van Mexico naar de monding van de Mississippi trokken en zich vandaar via bevaarbare stromingen in noordelijke richting verspreidden.
De Yazoo Rivier werd de Yazoo-ok-hinnah genoemd, de 'rivier van oude ruïnes'. De Mound Builders bevoeren de Missouri en Yellowstone rivieren en bereikten vandaar Oregon. De hoofdstromen van de Missouri werd een van hun grote bevolkingscentra, maar hun belangrijkste sites lagen langs de Mississippi en Ohio rivieren. Hun ronde 'mounds' (heuvels) bevinden zich in Minnesota en Iowa, enige zeer grote in Dakota. Illinois en Indiana werden door hen dicht bevolkt. Hun centrum zou bij de samenloop van de Ohio en Mississippi liggen.
De door hen groot opgerichte structuren van aarde of steen, worden vergeleken met de piramiden van Mexico, Egypte en Peru. Tussen Alton en Oost St. Louis ligt de grote mound van Cahokia, 97 voet hoog, met zijden van 700 en 500 voet. Een terras in het zuiden meet 160 bij 300 voet. De top is vlak, 200 bij 450 voet. De heuvel, hoewel minder hoog, bedekt een gebied dat zo groot is als Cheops, de grootste piramide van Egypte.
Het aantal monumenten van de Mound Builders is uitzonderlijk groot: alleen al in Ohio meer dan duizend tumuli en tussen de 1000 en 1500 ommuringen. De heuvels zijn niet conisch, maar vierzijdig, en de zijden corresponderen, volgens Fosters Prehistoric races, met de vier windrichtingen. In Hopetown, Ohio, zijn twee ommuurde figuren, een cirkel en een vierkant, die beiden precies 20 acre beslaan. Er zijn ook achthoeken van grote dimensies.
Aan de Little Miami River staat Fort Ancient met een omtrek tussen de vier en vijf mijl. Het fort kon 60.000 man met hun families en provisie ruimte bieden. Een ketting van fortificaties reikte van Centraal en Noord Ohio tot aan de Wabash.
In Marietta en Newark, Ohio, zijn opvallende piramiden.
De Mound Builders werkten net als de Egyptenaren met zongedroogde bakstenen en ze bewerkten koper, zilver, lood en volgens Mr. Squier mogelijk ook ijzer. Dr. S.P. Hildreth had sporen van ijzerroest gevonden in de resten van de schede van een verdwenen zwaard. De Mound Builders zouden mijnwerkers zijn geweest, die diepe gaten groeven in de kopermijnen aan de kust van Lake Superior. Ze zouden zagen hebben gehad en gesteenten zo hard als porfier hebben kunnen graveren. Hun aardewerk kon zich meten met het beste van Peru en ze weefden kleding. In hun beeldhouwwerk in Ohio zijn zeekoeien weergegeven, die aan de kusten van Florida, Brazilië en Centraal-Amerika leven, en de toekan, een tropische vogel die in Zuid-Amerika voorkomt. verder zijn er in de mounds zeeschelpen uit de Golf, parels uit de Atlantische Oceaan en obsidiaan uit Mexico gevonden.
Opgegraven skeletten waren, volgens Mr. Gliddon, zó oud, dat ze direct tot stof verkruimelden.
Gewassen als maïs, tabak en 'mandico planten' werden zo lang kunstmatig gekweekt, dat de originele planten niet eens meer in het wild voorkomen. Volgens Baldwins Ancient America moeten rivieren zich hebben teruggetrokken en een oude rivierbedding hebben achtergelaten sínds de mounds werden gebouwd, want op die terrassen is geen enkele heuvel verrezen.
De Mound Builders trokken zich zuidwaarts naar Mexico terug en kwamen daar waarschijnlijk tussen 29 en 231 n. Chr. aan, onder de naam Nahua's. Het gebied in de Mississippivlakte, dat ze achterlieten, noemden ze Hue Hue Tlapalan, 'het oude, oude rode land'. De Natchez indianen zouden afstammelingen zijn van de Mound Builders. In een heuvel bij Davenport, Iowa, werd een tablet met mogelijk een alfabet gevonden, wat er op kan wijzen dat de Mound Builders een schrift hadden.
Volgens Donnelly was met al deze gegevens bewijs geleverd dat de Mississippi Vallei een kolonie van Atlantis was.

#### Iberisch
Het 'Iberische ras' zou zich volgens Donnelly hebben verspreid over Noordwest-Afrika, Engeland, Ierland, Schotland, Noorwegen, Zweden, Gallië, Spanje, Sicilië, Sardinië en Italië. Volgens Winchells Preadamites 'werd er gedacht dat de Iberiërs zich van Atlantis en het noordwestelijke deel van Afrika vestigden in het zuidwesten van Europa, vóór de Egyptenaren zich in het noordoosten van Afrika vestigden.'
Als 'Sicanen' vestigden de Iberiërs zich in Sicilië, Sardinië en Italië. Ze zijn waarschijnlijk de bron van de 'donkerharigen' in Noorwegen en Zweden. Volgens dr. Bodichon behoorden Liguriërs, Cantabriërs, Asturiërs en Aquitaniërs tot de Iberiërs. De Turduli en Turdetani waren volgens Strabo (lib. iii) 'de meest beschaafden van alle Iberiërs'. Ze hadden een schrift en boeken over hun geschiedenis, 'waarvoor ze een oudheid van zesduizend jaar opeisten.'
De Basken, met grijze ogen en zwart haar, zouden hedendaagse vertegenwoordigers van de Iberiërs zijn. Volgens Paul Broca, in Peschels Races of men, stond hun taal op zichzelf en had het 'slechts analogieën met het Amerikaanse type' en waren de Basken 'de oudste bewoners van ons deel van de wereld.' De Baskische taal, het Euscara, had volgens de New American Cyclopaedia, 'overeenkomsten met de Magyaren, Osmanli, en andere dialecten van de Altai familie, zoals, bijvoorbeeld, met het Fins op het oude continent, alsmede met de Algonquin-Lenape taal en enige anderen in Amerika.'
De Iberiërs zouden lijken op de Berbers van de Mediterraanse kust van Afrika. Volgens Bodichon leken de Armoricanen van Bretagne moreel en fysiek op de Cabylen van Algerije en vertegenwoordigden ze 'het type van het zuidelijke ras - van de Atlantiërs.', waarmee hij net als de Grieken en Romeinen de bewoners van de 'Berber Staten' aanduidde. Donnelly haalde in dit verband de 'verbindende [zee]rug' aan, die Afrika met Atlantis zou hebben verbonden.

#### Afrikaans
Verschillende Afrikaanse volkeren stamden volgens Donnelly af van Atlantische 'dolmen bouwers' met een witte, gele of rode huidskleur. De Afrikanen hebben huidskleuren die variëren van blank, als sommige Berberstammen, zoals de Toearegs en Mozabiaks, 'koperkleurig' als de Temsena en Showiah, 'bruin-geel' als de Moren, 'rood-wit' als de vrouwen van de Mequina's, 'donker brons' als de Wadreagans en Wargelans, 'roodachtig-zwart', 'geel-bruin' of 'rood-bruin' als de Foolahs en Nubiërs, tot 'diep zwart' als de Iolofs.
Volgens Bowen waren sommige Foolahs van Bomba zwart en anderen bijna wit. Ze zouden een traditie hebben 'dat hun voorouders blank waren en sommige stammen noemen zichzelf witte mensen.'
Volgens Nott en Gliddons Types of Mankind werd het systeem van hooglanden tussen de Mediterraanse noordkust van Afrika en de Grote Woestijn 'Atlas - in de oudheid Atlantis - nu de Berber Staten' genoemd. De echte naam van de Berbers was Mazirgh '- T-amazirgh of Amazirgh-T - met de betekenis vrij, dominant of 'nobel ras'.' En ze 'bestonden in de oudste tijden'.
Volgens Generaal Faidherbe waren de dolmens in Afrika en Europa, waarvan hij er vijf tot zesduizend onderzocht, gebouwd door hetzelfde ras, gedurende hun emigratie van de Baltische naar de zuidelijke Mediterraanse kust. Maar hij verklaarde niet hoe ze ook in Hindoestan en Amerika konden voorkomen. De dolmens werden in Afrika de 'tomben van de idolaters' genoemd, een antiek ras. De Berbers zouden volgens Faidherbe van hen afstammen.
Binnenvallende Tamahu, blonde stammen uit het Westen, werden vermeld op Egyptische monumenten. De Toearegs, met hun blauwe ogen, zouden hun afstammelingen kunnen zijn. Een negerstam in Soedan, aan de oevers van de Niger, onder de koninklijke regering van de Masas, beweerde van blanken af te stammen. De Masas hadden dezelfde haardracht als de Tamahu.

#### Iers
Ierland zou al zijn bewoond vóór de Vloed. De Formoriërs werden volgens Cin of Drom-Snechta (aangehaald in Book of Ballymote) door Lady Banbha of Cessair (haar meisjesnaam was h'Erni of Berba) het land binnengeleid. Ze werd vergezeld door vijftig maagden en drie mannen: Bith, Ladhra en Fintain. De Formoriërs waren volgens de Annals of Clonmacnoise afstammelingen van Cham, de zoon van Noach. De Fomoriërs, afgeleid van Fomharaicc, F'omoraig Afraic of Formoragh waren een beschaafd, oorlogszuchtig ras met een vloot. De naam 'Afraic' zou duiden op Afrika, wat volgens Major Wilford (Asiatic Researches) zou zijn afgeleid van Apar, Aphar, apara of Aparica (het Westen). Daarom kwamen de Formoriërs, volgens Donnelly, uit het westen, van Atlantis. Het volk van Partholan was mogelijk ook van Atlantische oorsprong, net als de Nemediërs (van Neimhidh) ('ca. 2334 v. Chr.'), Firbolgs en Thuata-de-Dannanns, die na elkaar naar Ierland kwamen. Ten slotte kwamen 'de zonen van Milesius' (of Milidh, 'ca. 1700 v. Chr.'), die de Thuata-de-Dananns versloegen. In de Catha; or Battles staat dat de Formoriërs, Firbolgs en Thuata-de-Dannans elkaars taal spraken en huwelijken met elkaar aangingen: zo was Breas, een hoofdman van de Firbolgs, gehuwd met de dochter van Elathe, een Formorische zeekoning en ging hij een verbond aan met de Formorische leider Balor van het Boze Oog. Er bestaan veel bewijzen dat de Oude Wereld Ierland een hoge ouderdom toedichtte. De oude Zonnecultus van Ierland (met Bel of Baal) zou volgens Donnelly ook op een Atlantische afkomst wijzen.
Donnelly wees ook op de aanwezigheid van ronde torens in Ierland, net als in Amerika (New Mexico, Colorado), Sardinië en India. In de Annals of Ulster gingen er 57 torens verloren bij een aardbeving in het jaar 448. Giraldus Cambrensis liet zien dat Lough Neagh ontstond door een verzinking van land in het jaar 65 en dat vissers in zijn tijd de ronde torens uit andere dagen onder de golven zagen blinken. Diodorus Siculus vermeldde over Ierland de op zichzelf staande tempels of ronde torens. Ze komen ook veel op de Orkneys en Shetlands voor. Donnelly vergeleek de Burgh of Broch van het kleine eiland Mousa in de Shetlands (41 voet hoog) met de ruïne van een ronde toren in de Vallei van de Mancos in Zuidwest Colorado (20 voet hoog). Beiden hadden bovendien een deuropening op enige afstand van de grond.
De boeren van Ierland kenden een traditie van een paradijselijk land in het westen. Volgens de Ierse heilige, Vigile, in de 8e eeuw, waren de Ieren gewend met een 'transatlantische' wereld te communiceren. Op basis van diezelfde traditie zou Sint Brendan van Clonfert in het jaar 545 een reis gemaakt hebben van zeven jaar, waarin hij overzee een land ontdekte en een rivier, mogelijk de Ohio.

#### Arisch
'"De landen die worden verstaan onder de gemeenschappelijke naam Indo-Europeanen," zegt Max Müller - "de Hindoes, de Perzen, de Kelten, Germanen, Romeinen, Grieken en Slaven - delen niet alleen dezelfde woorden en grammatica, licht aangepast in elk land, maar lijken ook een hoeveelheid populaire tradities te hebben bewaard die zich had ontwikkeld voor zij hun gemeenschappelijke thuisland verlieten."'
Volgens Donnelly kwamen de Ariërs uit Atlantis en vestigden ze zich het eerst in Noord-Europa. Van daar reisden Perzen en Hindoes naar het oosten. Hij kwam tot die conclusie, omdat de Ariërs een zeevarend volk moeten zijn geweest, die 'duizenden jaren lang zo compleet beschermd van barbaren en wilde dieren' leefden, dat ze er in hun taal, het Arisch of Indo-Europees, elke herinnering aan verloren. Er kwamen geen tijgers, leeuwen of olifanten in voor, alleen de beer, wolf en slang. Het woord voor 'water' betekende ook 'zout gemaakt uit water'. Dus wisten de Ariërs zout uit zout water te verzamelen. Donnelly concludeerde dat het thuisland van de Ariërs niet in Azië, zoals in zijn tijd werd gedacht, maar in Atlantis lag.

## Kritiek
Donnelly vond overal bewijzen voor een gemeenschappelijke afkomst in Atlantis. Hij zocht, net als Isaac Newton overigens, naar materiaal om een principe te bewijzen, die hij 'intuïtief' had aangevoeld. Maar Newton was, volgens E.F.Bleiber, behoedzamer en hield het bewijsmateriaal voortdurend tegen het licht om er zeker van te zijn dat zijn grondstelling waar was.
Volgens Bleiber kan het boek van Donnelly niet serieus worden genomen, zijn de hoofdconclusies verkeerd en kan het nooit 'gerehabiliteerd' worden. Maar tegelijkertijd is het 'ongewild' een 'cultuurdrager' geworden en heeft het velen, door belangstelling te stimuleren, op het pad van 'serieuze wetenschap' gezet. Het boek is de bron van veel (fictieve) literatuur gebleken.